# Jean Leca
Jean Leca (* 20. März 1935 in Algier) ist ein französischer Rechts- und Politikwissenschaftler, der seit 1981 als Professor am Institut d’études politiques de Paris forschte und lehrte. Von 1994 bis 1997 amtierte er als Präsident International Political Science Association (IPSA).
Leca wurde 1959 zum Doktor der Rechte promoviert, wurde 1960 Rechtsprofessor an der Universität Grenoble und wechselte 1962 als Direktor an das Institut d’études politiques d’Alger, wo er von 1965 bis 1967 Professor war. 1967 ging er als Professor für Politikwissenschaft zurück an die Universität Grenoble. Zwischenzeitlich war er 1972/73 Gastprofessor am  Department of Sociology der University of Wisconsin-Madison. Ab 1981 war er Professor und Direktor am Institut d’études politiques de Paris.
Bevor Leca 1994 IPSA-Präsident wurde, war er 1993/94 Präsident der Association française de science politique.

## Schriften (Auswahl)
- Pour(quoi) la philosophie politique. Presses de sciences po, Paris 2001, ISBN 2724608267.
- Herausgegeben mit Pierre Birnbaum: Sur l'individualisme. Théories et méthodes. Presses de la Fondation nationale des sciences politiques, Paris 1986, ISBN 2724605314.
  - Individualism. Theories and methods. Aus dem Französischen von John Gaffney, Clarendon Press/Oxford University Press, Oxford/New York 1990, ISBN 019827324X.
- Mit Jean-Claude Vatin: L'Algérie politique. Institutions et régime. Presses de la Fondation nationale des sciences politiques, Paris 1975, ISBN 2724603311.